# Dobroslovești, Vaslui
Dobroslovești este un sat în comuna Zăpodeni din județul Vaslui, Moldova, România. Se află în partea de nord a județului,  în Podișul Central Moldovenesc. La recensământul din 2002 avea o populație de 394 locuitori. Biserica cu hramul Sf. Dimitrie care se află în cimitirul satului este construită din lemn și vălătuci în 1852 are statut de monument istoric (cod: VS-II-m-B-06789).